# Национальный музей естественных наук (Мадрид)
Национальный музей естественных наук (исп. Museo Nacional de Ciencias Naturales) — публичный музей естествознания, расположенный в столице Испании — Мадриде. Деятельностью музея руководит Высший совет по научным исследованиям.
Находится в здании бывшего Дворца правосудия и искусств в Мадриде на ул. Абаскаль, 2 близ проспекта Пасео-де-ла-Кастельяна. Рядом расположена Школа промышленной инженерии Мадридского политехнического университета.

## История
Открыт в 1772 году по указу короля Испании Карла III, как Королевский кабинет естественной истории (исп. Gabinete Real de Historia Natural). За время своего существования несколько раз менял названия. В музее первоначально находилась коллекция, подаренная испанским купцом Педро Ф. Давилой.
В 1867 году некоторые коллекции были отделены и превращены в другие музеи (в том числе археологический, ботанический сад, зоологический сад и др.).
В 1987 году музей был реструктурирован и расширен за счет средств двух небольших музеев Испании.
Среди наиболее значимых экспонатов музея:
- Скелет мегатерия, привезенный из Аргентины в 1789 году.
- Скелет диплодока подаренный Эндрю Карнеги королю Альфонсо XIII в 1913 году

В составе музея научно-исследовательские отделы:
- Биоразнообразие и эволюционная биология;
- Эволюционная экология
- Палеобиология
- Вулканология
- Геология

## Галерея

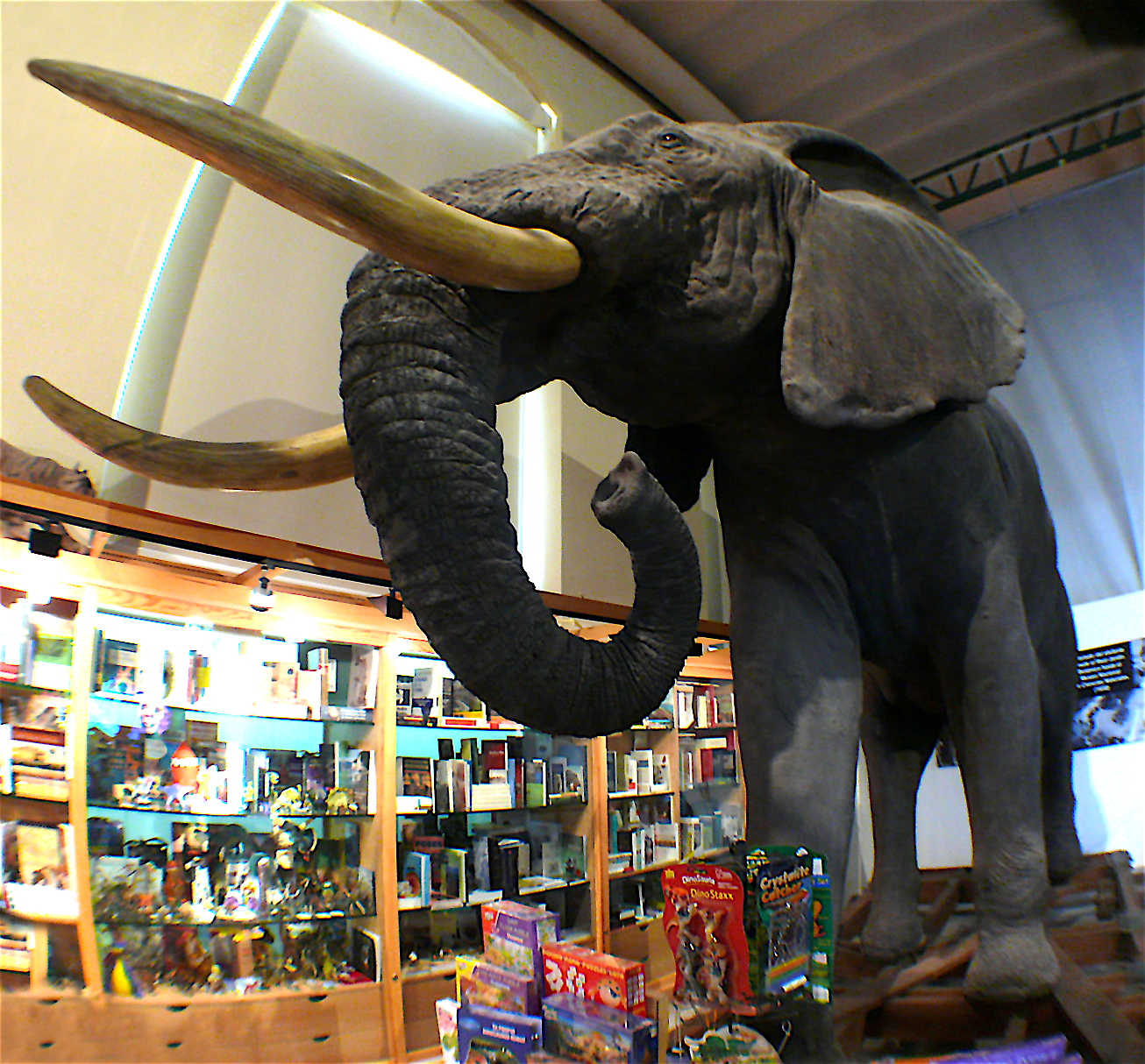
Африканский слон
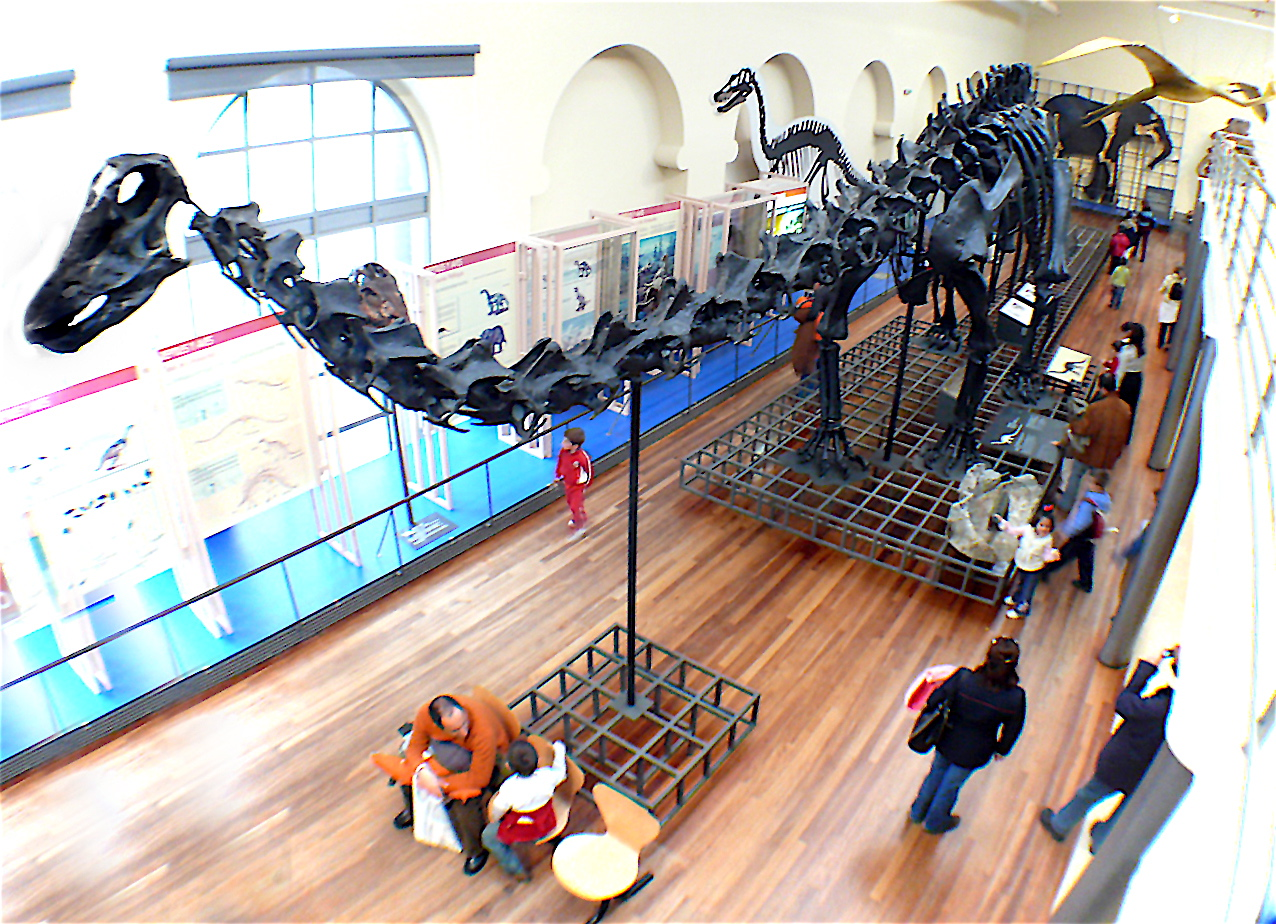
Скелет Диплодока и другие окаменелости
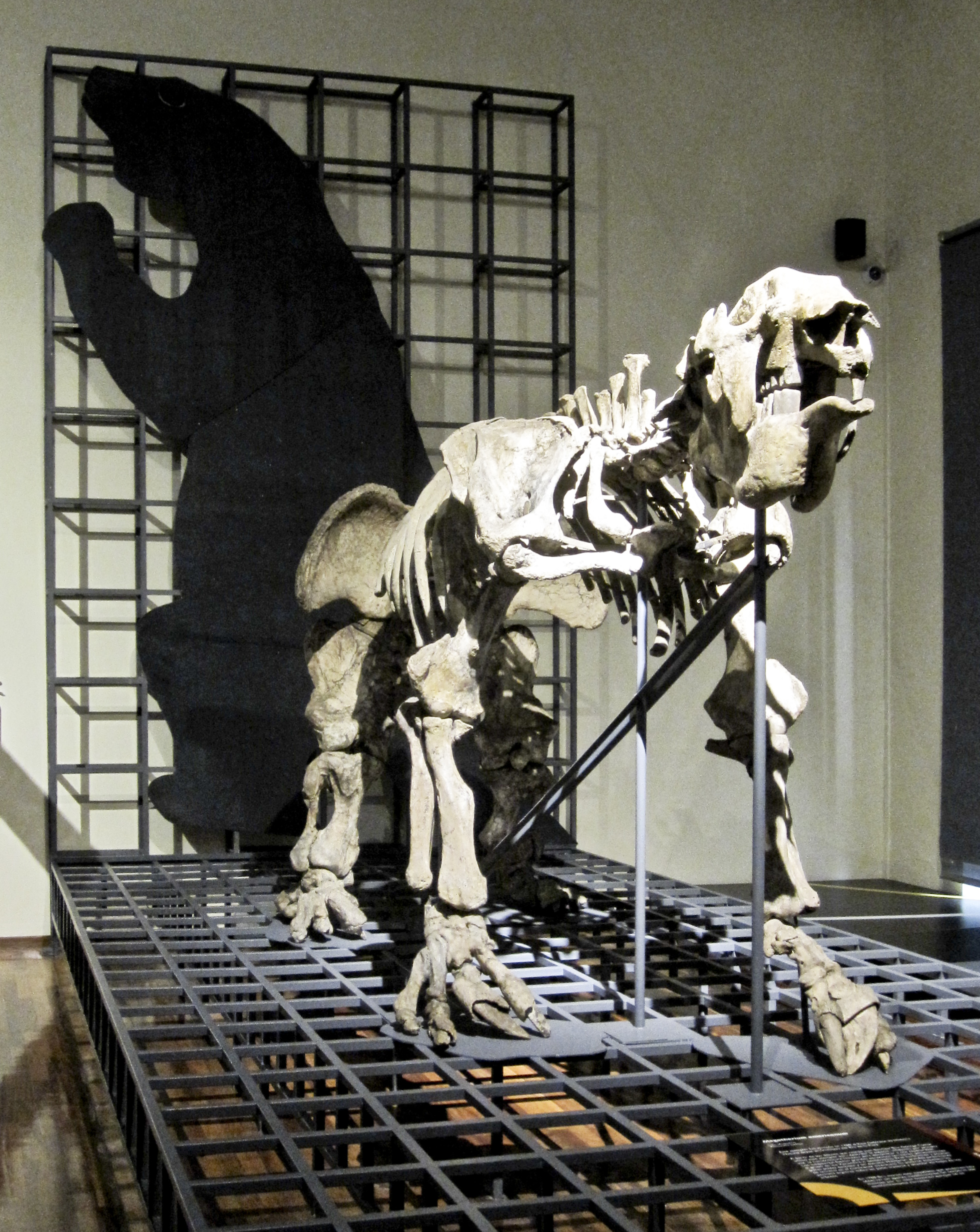
Скелет мегатерия
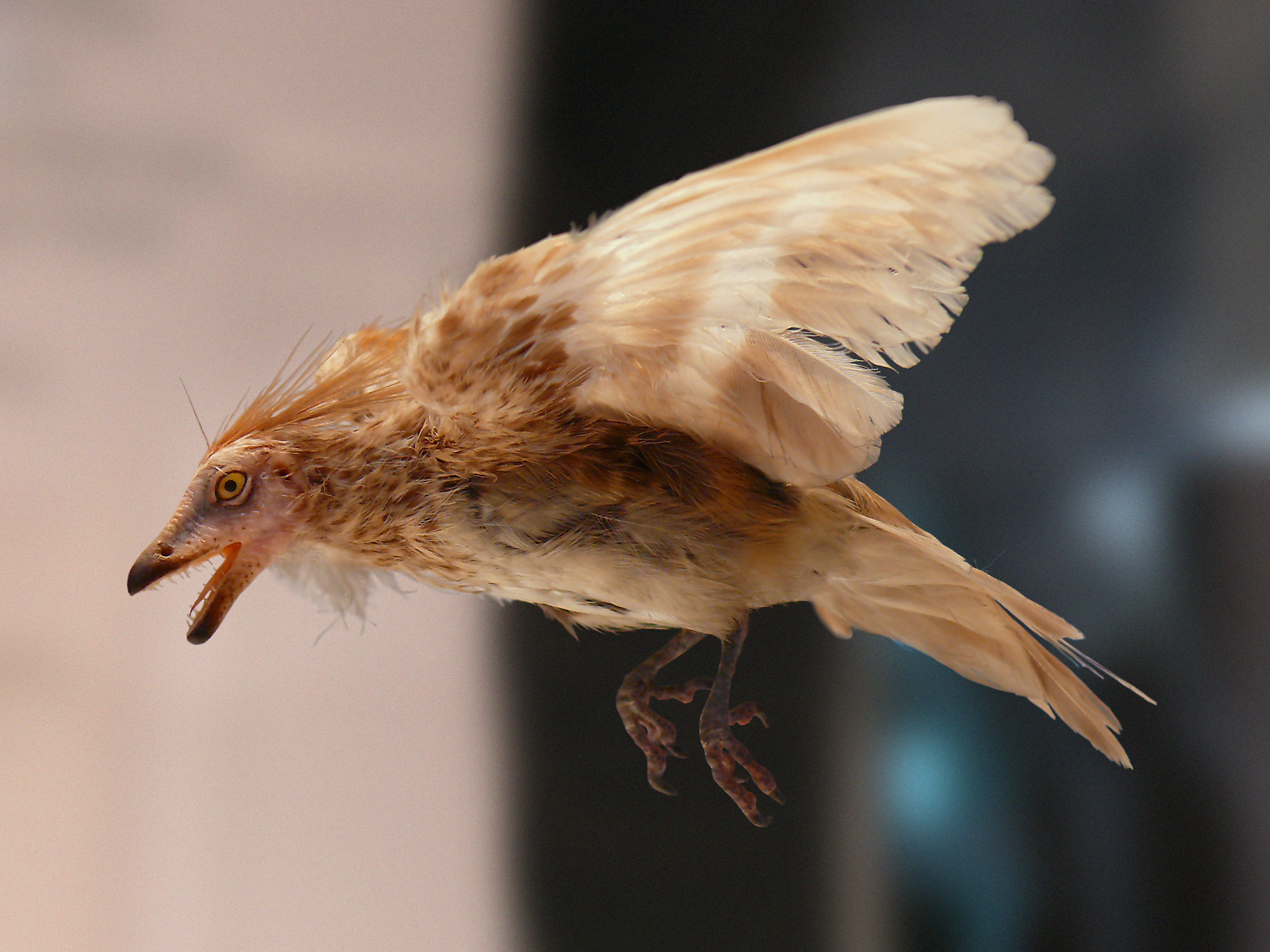
Секция естественной истории модель Иберомезорниса
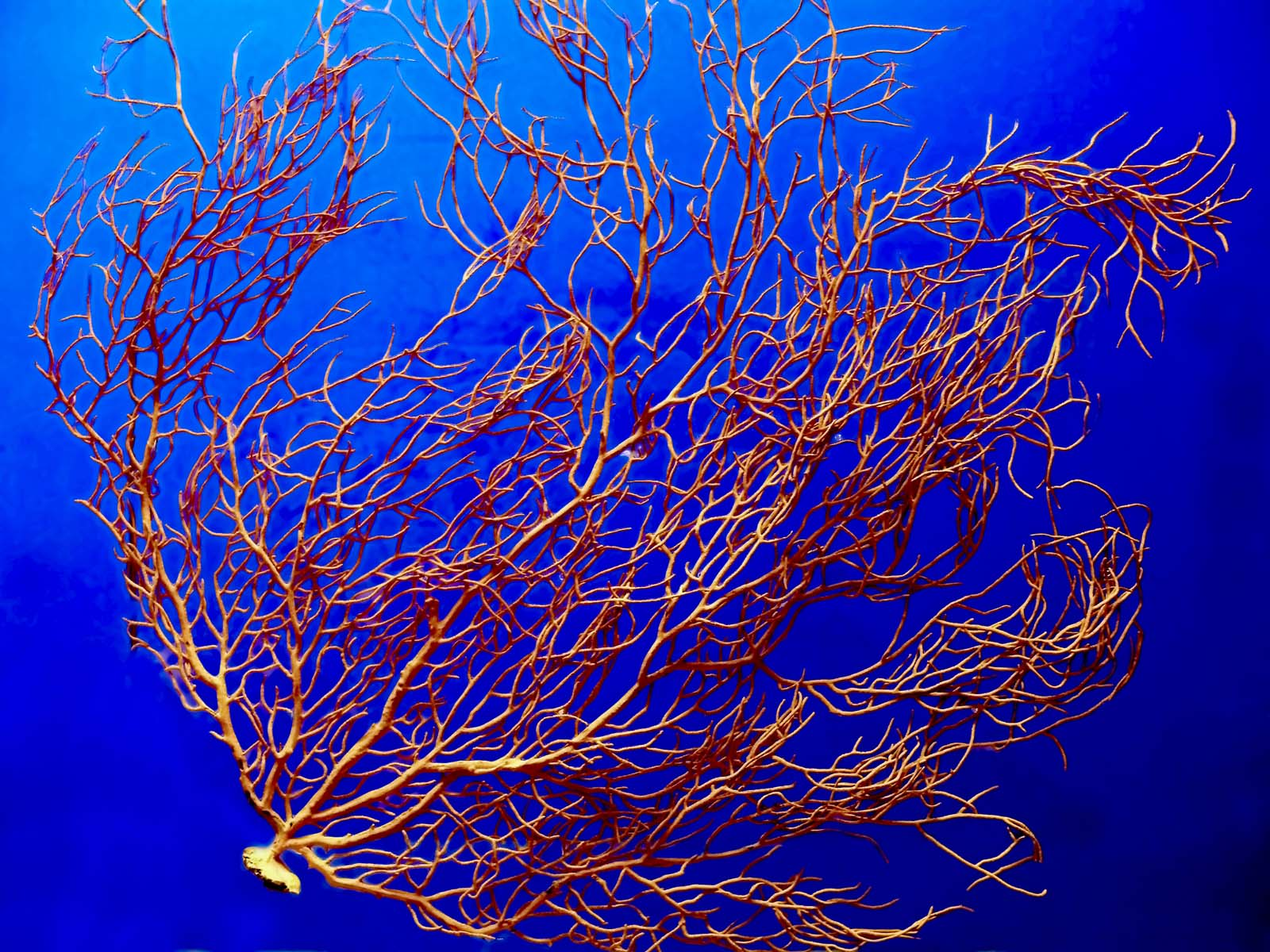
Средиземноморская секция Alcyonacea
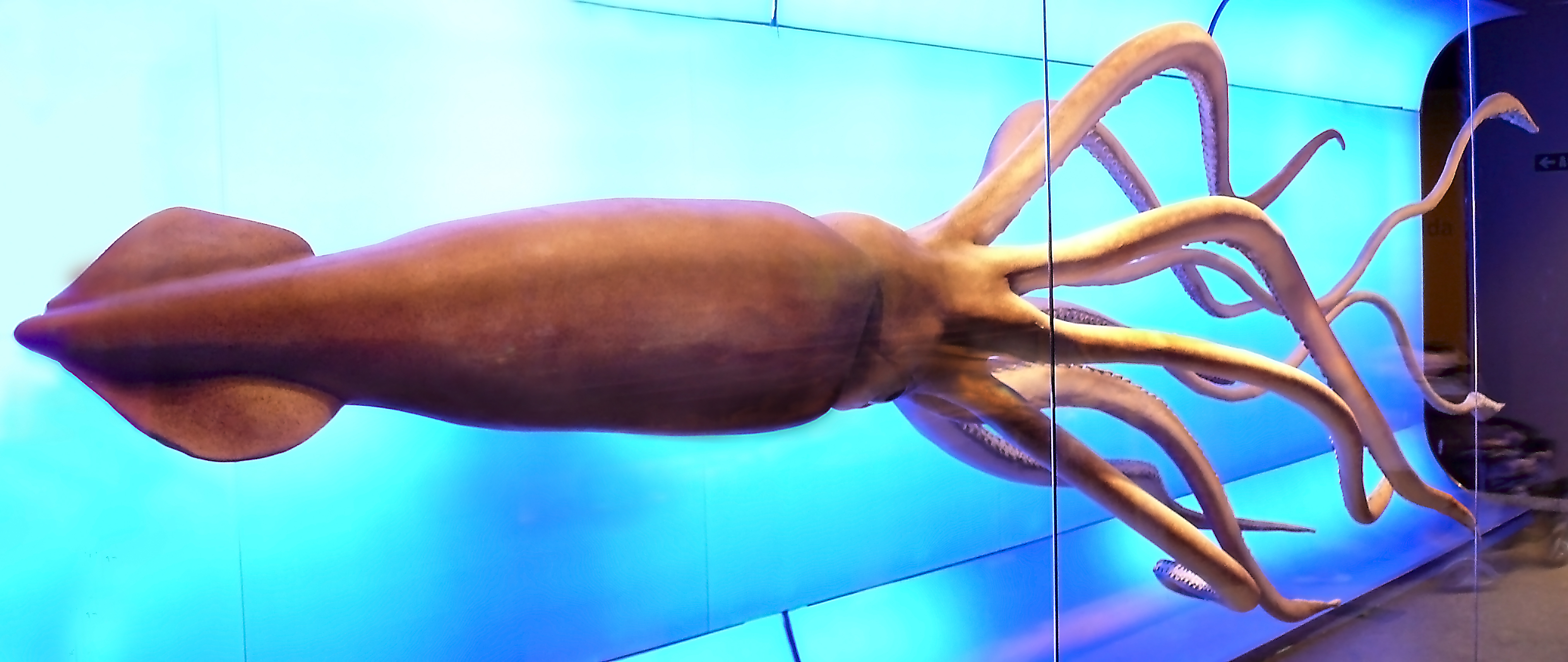
Средиземноморская секция Модель Гигантского кальмара
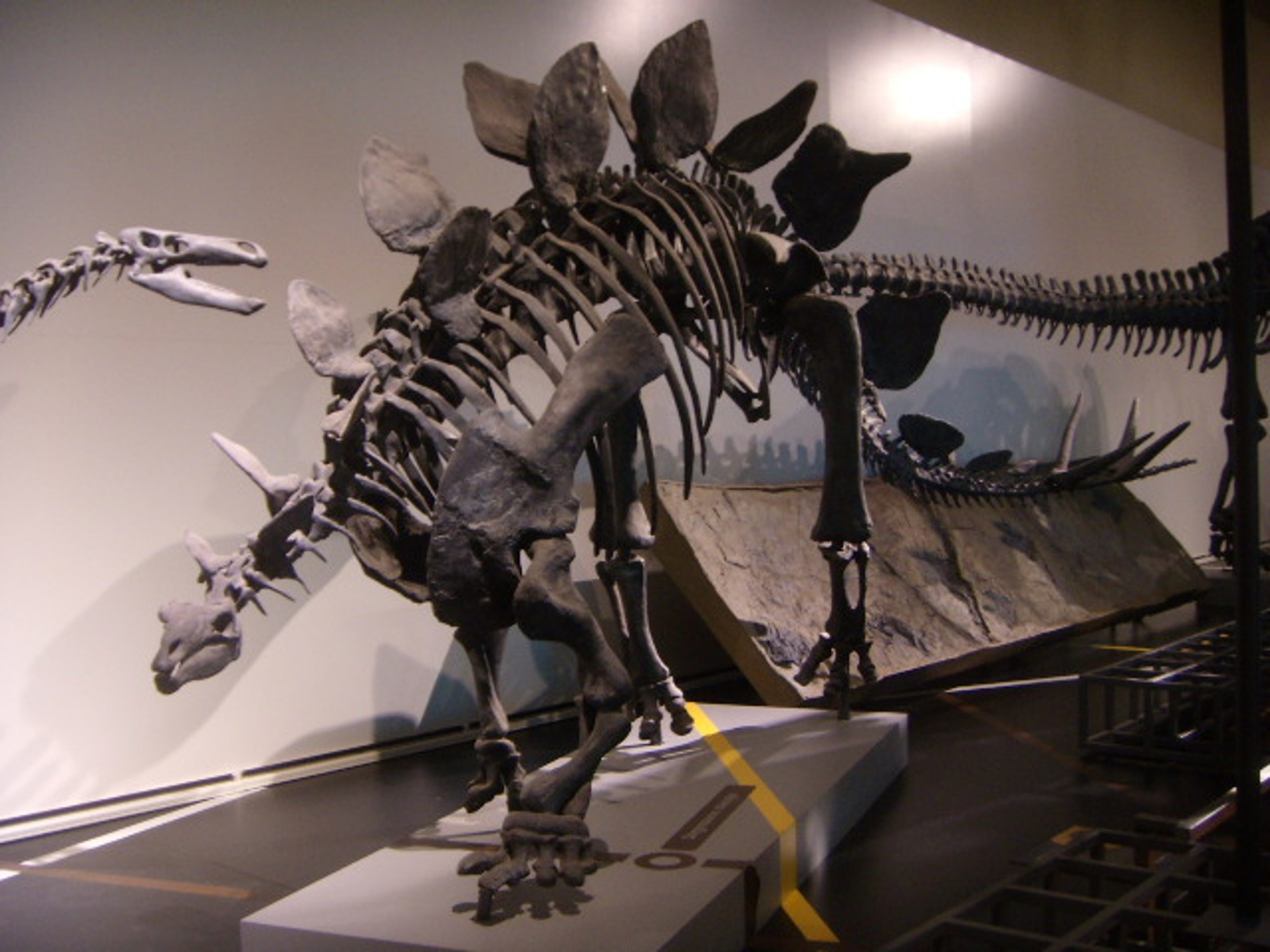
Скелет Стегозавра
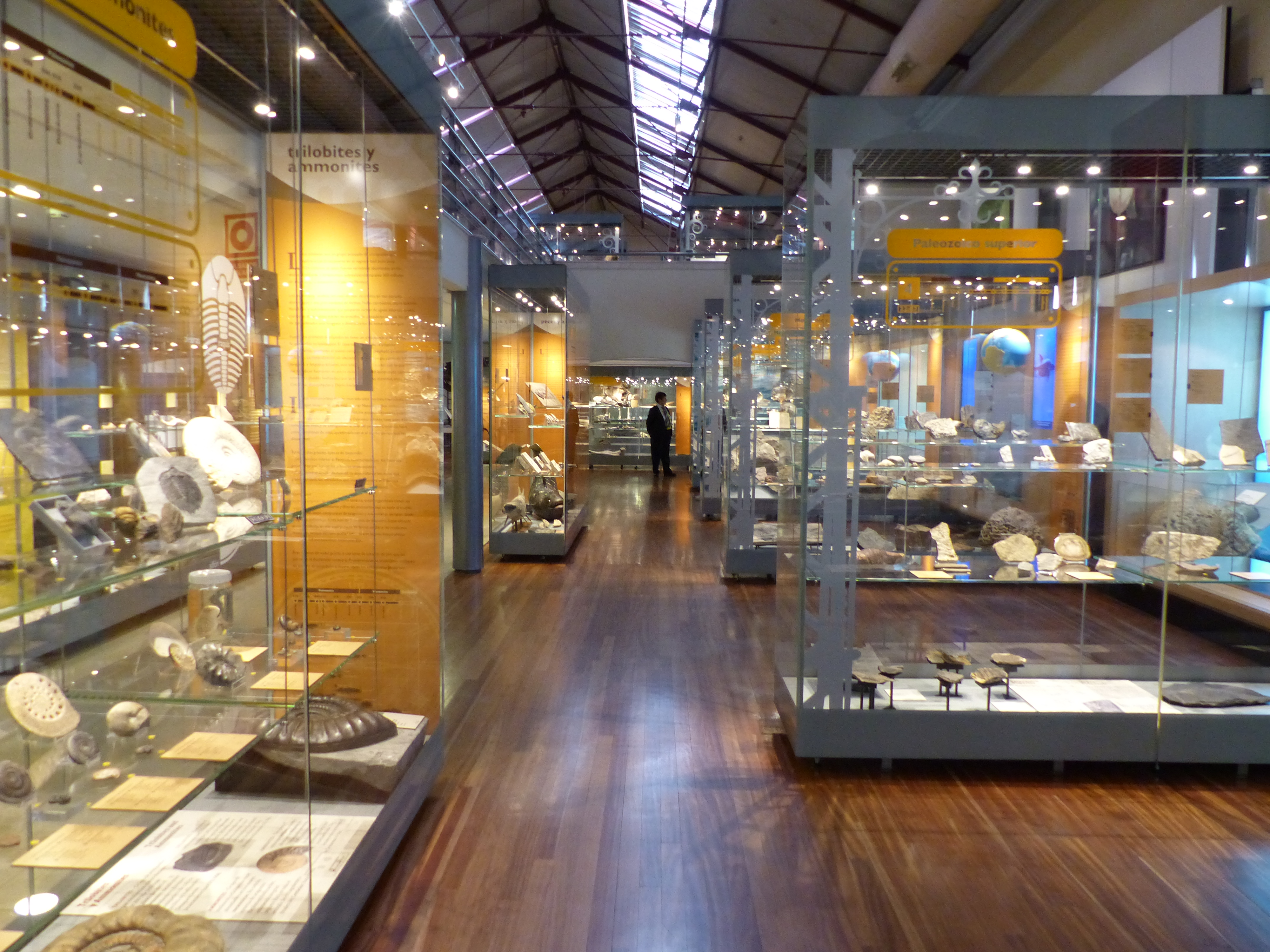
Один из залов музея